# マッターホルン作戦
マッターホルン作戦（マッターホルンさくせん、英語: Operation Matterhorn）は、第二次世界大戦における連合国による日本空襲作戦。

## 計画
1943年8月、米英首脳がカナダのケベックでケベック会談を行った。その中でアメリカによるセッティング・サン計画が提案された。内容は中国を基地とするB-29の28機ずつの10編隊（逐次20編隊に増強）から始め、ドイツ降伏から12か月以内に日本を屈服させることを目標にしていた。その後、米陸軍のジョセフ・スティルウェルは兵站の支援が困難と考え、セッティング・サン計画の代案として、桂林―長沙に沿う数基地を前進基地とし、カルカッタ地区を駐留飛行場とするツヮイライト計画を提出した。1943年10月13日、航空本部長ヘンリー・アーノルドはその改訂案をルーズベルト米大統領に提出。前進基地を四川省の成都とし、日本本土攻撃の開始を1944年4月1日と予定した。大統領はこれを承認し、11月10日に英国と中国から飛行場の確保を取り付け、この計画は日本の早期持続爆撃を目的としたマッターホルン作戦として発足した。
これに基づき、1944年6月16日の八幡空襲を皮切りに、主に西日本を標的とした空襲が実施された。しかし、ほぼ同時期に米軍が日本の委任統治領であったマリアナ諸島の占領に成功したことで、テニアン島に空軍基地が設営され、整備の完了した同年秋以降は日本に対する空襲はそちらからの攻撃が主力となった。